# Maurice Bouignol
Maurice Bouignol, né le 16 janvier 1891 à Saint-Servan et mort pour la France à Rubescourt, à la frontière des départements de l'Oise et de la Somme, le 26 avril 1918, est un poète français du XXe siècle. Son nom est inscrit au Panthéon dans la liste des 560 écrivains morts pour la France.

## Biographie
Maurice Pierre Bouignol, né le 16 janvier 1891 à Saint-Servan est le fils d'Émile Bouignol (né en 1854), professeur de lettres au collège et de Marie Louise Antoinette Germaine Delrieu (née en 1865). Ses parents sont originaires de l’Ariège et du Quercy, mais la carrière de son père, professeur puis principal au collège, conduit la famille à déménager fréquemment.
D'abord scolarisé au collège de Libourne, il rejoint le collège Guy-Chauvet à Loudun en 1904, où son père est principal. Il obtient une bourse pour poursuivre ses études à Paris, au lycée Henri IV, où il se distingue par ses brillants résultats. En 1909, il est admis à l'École normale supérieure et y obtient l'agrégation de lettres en 1914,.
Son camarade de promotion, René Lemarchand se souvient de lui comme d'une petite silhouette coiffée d’un feutre mou, agitant son inséparable canne, traversant les couloirs d’un pas sautillant. Ils se souviennent de l’air grave avec lequel il débitait en Sorbonne des leçons riches en remarques fines, révélant toujours l’émotion délicieuse de l’artiste sous l’appareillage critique. Il était également connu pour son désintéressement absolu, partageant sans réticence ses idées les plus précieuses avec ses camarades.
Après son admission à l'École normale supérieure, il doit s'engager dans l'armée pour une durée de cinq ans. Le contrat prévoit qu'il doit accomplir une première année de service immédiatement, puis les quatre autres à l'issue de sa scolarité. Il signe son engagement à Châtellerault le 6 octobre 1909 et commence son service militaire au 6e régiment d'infanterie à Joinville-le-Pont. En octobre 1913, après ses études, il est incorporé pour sa deuxième année de service militaire au 49e régiment d'infanterie.
Lorsque la Première Guerre mondiale éclate, il est mobilisé comme sous-lieutenant au 249e régiment d'infanterie. Il participe à plusieurs batailles importantes, notamment à Charleroi, dans la Marne et au Chemin des Dames. Le 20 septembre 1914, il est blessé au cuir chevelu lors des combats au Chemin des Dames. Malgré cette blessure, il continue de servir avec bravoure et est cité cinq fois pour son courage exemplaire. Il reçoit la croix de guerre avec deux étoiles d'argent et deux étoiles de vermeil.
En 1914, dans les tranchées devant Verneuil, il fait la connaissance de Robert Rey et lui montre ses manuscrits qu'enferme un sac de cuir. C'est lui qui écrira les pages consacrées à Maurice Bouignol dans l'Anthologie des écrivains morts à la guerre.
Ses expériences de guerre inspirent ses écrits et il compose des poèmes qui reflètent la vie des combattants. Son recueil de poèmes Sans Gestes, préfacé par la comtesse Anna de Noailles, est couronné par l'Académie française en 1919. Ce recueil est salué pour sa profondeur émotionnelle et sa capacité à capturer l'essence de la vie dans les tranchées,.
Dans ses lettres, il exprime ses réflexions sur la guerre et la vie. Dans une lettre datée du 14 mars 1918, il écrit : « J’ai pas mal changé depuis quatre ans, je ne suis plus aussi agité que je l’étais… Je suis devenu beaucoup plus social. J’ai vu à la guerre des gens différents de moi, différents de nous, et dont je ne soupçonnais même pas l’existence ».
En février 1918, il est muté comme lieutenant au 39e régiment d'infanterie . Après 45 mois de campagne et quatre citations à l'ordre du jour, Maurice Bouignol est tué au combat le 26 avril 1918 à Rubescourt,,. Inhumé dans le cimetière militaire de Maignelay, ses parents font transférer sa dépouille en 1921 au cimetière de Frayssinet-le-Gélat, commune de naissance de sa mère.
La citation qui accompagne sa décoration de la légion d'honneur décrit le « capitaine à la 9e compagnie du 39e régiment d'infanterie : a toujours fait preuve, en particulier au cours des combats récents, du plus grand courage et d'un mépris absolu du danger. S'étant porté en avant de la tranchée de première ligne pour visiter ses sentinelles et inspecter ses travaux, a été mortellement frappé, le 26 avril 1918. A été cité ».
Maurice Bouignol a été soutenu tout au long de sa vie par un amour profond et interdit pour une cousine bien plus âgée, décédée en 1917,.

## Distinctions
- Chevalier de la Légion d'honneur, à titre posthume, décret du 22 juillet 1919[24]
- Croix de guerre 1914–1918, étoile d'argent
- Croix de guerre 1914–1918, étoile de vermeil[11]
- 1914 : Académie des jeux floraux : Prix Pujol de poésie pour Simon de Montfort[25],[26]
- 1914 : Académie des jeux floraux : Souci réservé pour Byzance[27]
- 1919 : Académie française - Prix Jules Davaine pour Sans gestes[28],[29]

## Hommages
- Le nom de Maurice Bouignol est inscrit au Panthéon dans la liste des 560 écrivains morts pour la France[30].
- Son nom figure sur les plaques commémoratives 1914-1918 du lycée Guy Chauvet à Loudun, du lycée Henri IV, de l'École Normale Supérieure et de la Sorbonne à Paris, et sur les monuments aux morts de Bordeaux et de Frayssinet-le-Gélat[31].
- Il est nommé au grade de capitaine par décret du 8 mai 1918[32].
- Le colonel du 39e régiment d'infanterie écrit au père de Maurice Bouignol : « J’ai perdu en lui un excellent officier… Beau soldat, d’une bravoure calme et réfléchie, toujours avec ses hommes qui l’adoraient et sur lesquels il avait la plus saine influence. Il a été frappé à la tête au moment où, allant d’un groupe à l’autre, il exhortait ses hommes au travail pour le creusement d’une nouvelle tranchée. C’est une perte pour nous et pour le pays »[33].

## Œuvres principales
- Sans gestes, poèmes héroïques, avec une préface d'Anna de Noailles, 1918[34]
- Glaives et médailles, poèmes, avec une préface d'Ernest Lavisse, 1920
- La Princesse, pièce en deux actes restée à l'état de manuscrit[35]